# Bredereck-Gompper-Synthese
Die Bredereck-Gompper-Synthese ist eine Namensreaktion in der Organischen Chemie. Erstmals beschrieben wurde sie 1956 von den deutschen Chemikern Hellmut Bredereck (1904–1981) und Rudolf Gompper (1926–1999). Sie dient der Synthese von 4,6-disubstituierten Pyrimidinen.

## Übersichtsreaktion
Diese Reaktion erlaubt es, ausgehend von einer 1,3-Dicarbonyl-Verbindung (R1, R2 = Alkyl)  4,6-Dialkylpyrimidine zu synthetisieren.

## Reaktionsmechanismus
Im vorgeschlagenen Reaktionsmechanismus reagiert das Diketon 1, das im Keto-Enol-Gleichgewicht mit der Enol-Form steht, mit Formamid unter Wasserabspaltung zu 2. Durch Zugabe von Wasser und dem Abspalten von Ameisensäure entsteht das Enamin 3. Bei einer nochmaligen Reaktion mit Formamid und dem Abspalten von zwei Wassermolekülen kommt es zur Bildung des 4,6-Dialkylpyrimidins 4.

## Varianten
Analog zum obigen Mechanismus kann auch die Synthese von 4- bzw. 5- monosubstituierten Pyrimidin-Derivaten erfolgen. Auch bei der Umsetzung des Diketons mit Tris(dimethylamino)methan kommt es zur Bildung von 4-substituierten und 4,5-disubstituierten Pyrimidinen.